# Semerville
Semerville är en kommun i departementet Loir-et-Cher i regionen Centre-Val de Loire i de centrala delarna av Frankrike. Kommunen ligger i kantonen Ouzouer-le-Marché som tillhör arrondissementet Blois. År 2018 hade Semerville 99 invånare.

## Befolkningsutveckling
Antalet invånare i kommunen Semerville
| Referens: INSEE |